# Fitzcarraldo
(Frase dal film)
Fitzcarraldo è un film del 1982 scritto e diretto da Werner Herzog.
Presentato in concorso al 35º Festival di Cannes, ha vinto il premio per la miglior regia.
La storia si ispira in parte alla vita del peruviano Carlos Fitzcarrald, che come il protagonista del film fece davvero issare una nave sulla cima di una montagna.

## Trama
Amazzonia, '800-'900. Brian Sweeny Fitzgerald (che si fa chiamare "Fitzcarraldo" perché i nativi del luogo non riescono a pronunciare il suo cognome) ha un grande sogno: costruire un grande Teatro dell'Opera a Iquitos, piccolo villaggio amazzonico isolato dal resto del mondo, per farvi esibire i più grandi nomi della lirica, uno su tutti il famoso cantante Enrico Caruso, che ammira al teatro dell'opera di Manaus.
Fitzcarraldo ha però altri progetti in sospeso che in qualche modo fanno di lui lo zimbello dei grandi investitori dell'Amazzonia, progetti come quello di una ferrovia trans-andina e quello di una fabbrica di ghiaccio che già gestisce; tuttavia, la sua amante lo convince, per finanziare l'idea del teatro, a dedicarsi alla ben più redditizia raccolta del caucciù. Il fiume dove si trovano più alberi di hevea brasiliensis, da cui si ricava la gomma, è l'Ucayali, spartito tra i grandi produttori di caucciù, tra cui Don Aquilino, che mostra a Fitzcarraldo i metodi di produzione. Informato di una zona ricchissima di alberi liberi nel corso superiore del fiume, ma pericolosa per la confluenza con il Rio delle Amazzoni e per le violentissime rapide del Pongo das Mortes, Fitzcarraldo decide ugualmente di attraversare in un punto dove i fiumi si toccano.
Fitzcarraldo concepisce quindi l'idea di raggiungere la zona passando dall'altro fiume, con una nave che egli pianifica di trascinare via terra oltre il poggio che lo divide dall'Ucayali. La sua fidanzata finanzia quindi l'acquisto dell'imbarcazione, la Molly-Aida, un vecchio scafo che necessita di numerosi rattoppi; tuttavia, tirato a lucido il natante e una volta ingaggiato l'equipaggio, il viaggio inizia. Strada facendo il visionario sognatore non esita a procurarsi il materiale per l'impresa "saccheggiando" la sua stessa ferrovia asportandone i pochissimi binari già posati, il tutto sotto lo sguardo interdetto del capostazione, unico dipendente della strada ferrata non raggiunto dal licenziamento e che non riceve paga da sei anni ma che, ligio al dovere, rivernicia annualmente una biglietteria di prima classe, e le cui uniche occupazioni sono rivendere a poco a poco alcuni pezzi della inutile locomotiva e togliere le radici delle piante che da tempo la infestano.  Non appena la nave giunge sul Pachitea, tra i marinai serpeggia il malcontento, perché il fiume è abitato dai feroci indios Hivaros. Proprio per questo l'equipaggio un giorno abbandona la nave, lasciando Fitzcarraldo, il capitano, il meccanico Cholo e il cuoco alcolizzato.
Quando i quattro decidono di tornare indietro, gli Hivaros arrivano e aiutano Fitzcarraldo nel suo progetto credendo che, secondo una leggenda, quest'ultimo sia il loro dio e che li condurrà in paradiso, in quanto uomo bianco su una barca bianca. Dopo un tentativo fallito, egli riesce a portare la nave oltre il monte e poi sull'altro fiume. Gli Hivaros però, dopo una notte di festa, sciolgono gli ormeggi: nessun mortale avrebbe potuto sopravvivere alle rapide, secondo le loro credenze. Il capo tribù con alcuni nativi (quasi per mettere alla prova la divinità di Fitzcarraldo e dei suoi ormai pochi compagni rimasti) resta a bordo della nave la quale percorre le rapide, e per miracolo riesce a superarle, pur rimanendo seriamente danneggiata. Tornato a Iquitos sull'imbarcazione che galleggia a malapena, Fitzcarraldo rivende a malincuore la nave al precedente proprietario, per il fallimento del progetto. Con il ricavato, Fitzcarraldo manda a Manaus il comandante della nave, col compito di procurare un frac e una poltrona da teatro (aveva promesso al suo maiale da compagnia un posto d'onore), nonché per ingaggiare un'orchestra con tanto di scenografia, per una suggestiva esecuzione sulla barca prima della sua cessione, realizzando comunque il sogno di portare l'opera a Iquitos.

## Temi
«Chi sogna può spostare le montagne»: questa frase detta nel film rappresenta la spina dorsale dell'opera più impegnativa e grandiosa del regista tedesco Werner Herzog.
Come il regista stesso ha detto nel documentario Burden of Dreams, che mostra le riprese del film, è esistito veramente un uomo di nome Fitzcarraldo, magnate della gomma, che per raggiungere un territorio smontò la sua nave per ricostruirla oltre una collina. Ad Herzog non interessava la scalata al successo di quell'uomo, bensì l'idea che per raggiungere i propri obiettivi si potesse far passare una nave per una collina.
Questo moderno Sisifo (personaggio della mitologia greca costretto a trascinare una grossa pietra solo per lasciarsela sfuggire e ricominciare tutto da capo) prende così i lineamenti di un grande sognatore, di un affarista sui generis, in quanto considera il denaro non come un fine, ma come un mezzo per realizzare i propri desideri. Fitzcarraldo si contraddistingue per un idealismo sfrenato, perseverante ma ingenuo, che sfiora la pazzia, come evidente in alcune scene del film (in particolare quella del campanile), ma che sembra essere alla base del solido amore che gli riserva la compagna Molly, che supporta e finanzia la sua impresa senza mai dubitare del suo successo.
È interessante, da questo punto di vista, la contrapposizione con gli altri affaristi della città, i quali rifiutano di sovvenzionargli l'impresa. Questi infatti tengono a dimostrare sovrabbondanza di denaro bruciandolo o dandolo in pasto ai pesci: quasi a suggerire al protagonista che non è per soldi che non l'aiutano ma semplicemente perché non credono nella sua idea. Il protagonista invece è convinto che non tutto si possa comprare con il denaro, ed il suo rapporto con esso è orientato più strettamente alla realizzazione del proprio sogno.
Per la sua impresa, Fitzcarraldo dovrà stringere rapporti con gli Indios della zona. Terrorizzato dalla possibilità che possano ucciderlo per difendere la propria terra, Fitzcarraldo asseconderà infatti una loro antica credenza: li indurrà a crederlo una divinità pronta a condurli verso un mondo privo di sofferenza. Così facendo, non solo placherà ogni ostilità difensiva degli Indios, ma otterrà addirittura il loro lavoro, fondamentale per la riuscita dell'impresa. È da notare il rapporto controverso che si instaurerà tra Fitzcarraldo e gli Indios, i quali avranno anche delle perdite umane durante il lavoro affidatogli. Nel proseguire della diegesi è costante la tensione e paura in Fitzcarraldo, che teme gli Indios possano scoprire le sue intenzioni (aprire una nuova via economico-logistica al caucciù) ed ucciderlo. Il comportamento degli indigeni è inoltre spesso ambiguo e risulta a volte incomprensibile agli stessi protagonisti del film, che si chiedono con un velo di inquietudine perché quella massa di gente continui a lavorare per loro nonostante le difficoltà e le morti. 
L'ambiguo rapporto con gli Indios si inserisce nella più ampia rappresentazione della natura incontaminata come forza soverchiante e allo stesso tempo di sacrale (elemento enfatizzato dalla musica ieratica dei Popol Vuh, esemplificata sia nello svolgimento della trama sia nella maestosa, breve sequenza iniziale). La presenza di una natura impossibile da soggiogare e alla fine vincitrice è un tema condiviso con Aguirre, furore di Dio, film girato dallo stesso regista una decina di anni prima, nella stessa ambientazione della foresta amazzonica e con lo stesso attore protagonista. Nel caso di Fitzcarraldo il rapporto con la natura si risolverà infine positivamente grazie anche all'inserimento di un elemento artistico, la musica lirica, che sembra essere il mezzo utilizzato dal protagonista per entrare in contatto con questo mondo naturale inaccessibile (si veda l'utilizzo che se ne fa nel momento in cui la nave arriva nel tratto di fiume abitato dai nativi) e che si contrappone pesantemente all'avidità commerciale che ha invece spinto gli altri bianchi prima di lui a inoltrarsi in un territorio tanto inospitale.
Nel film non ci sono solo i sogni di Fitzcarraldo, ci sono anche quelli del regista. Herzog, infatti, ha stretto i denti, insieme alla sua troupe ed agli attori, per ben quattro anni di lavorazione del film. A chi gli chiedeva perché non mollasse tutto, rispondeva che non voleva vivere senza sogni, e questo film era un suo grande sogno. La rappresentazione della difficoltà dell'impresa del film è così efficace proprio perché il regista stesso si trovò a compiere la medesima impresa nella realtà, avendo a disposizione mezzi solo in parte superiori a quelli dell'epoca in cui il film è ambientato, e gestendo inoltre gli infiniti imprevisti che la produzione si trovò ad affrontare, sia a livello tecnico che nel rapporto con il cast. L'idealismo e la passione per l'arte che hanno spinto il regista tanto quanto il protagonista, e che nel film vengono esplicitamente contrapposti all'avidità dei magnati di Iquitos, sono in ultima analisi uno dei temi principali del film.

## Produzione
(Werner Herzog)
La lavorazione di Fitzcarraldo è famosa nella storia del cinema per l'incredibile sequenza di disgrazie, incidenti ed imprevisti di cui è stata costellata.

### Falsa partenza
Un primo tentativo di iniziare le riprese avvenne nel novembre 1979, in un'area del Perù vicina al confine con l'Ecuador, ma un gruppo politico che rappresentava la locale tribù Aguaruna si oppose in tutti i modi alla lavorazione del film, diffondendo pessime voci riguardo alla troupe e minacciando di morte chi li avesse appoggiati. Il 1º dicembre l'accampamento della produzione venne circondato da indigeni armati che intimarono a tutti i presenti di andarsene e, dopo che essi ebbero ubbidito, bruciarono l'accampamento. Passò circa un anno prima che Herzog trovasse un altro luogo adatto per le riprese, che iniziarono nel gennaio del 1981.

### Problemi con gli attori
Originariamente il protagonista non era interpretato da Klaus Kinski, bensì da Jason Robards, ed era presente un altro personaggio, Wilbur, attore spalla di Fitzcarraldo, che era interpretato da Mick Jagger, leader dei Rolling Stones. Il capitano della nave era invece interpretato da Mario Adorf. Dopo cinque settimane il 40% delle riprese era stato effettuato, quando Jason Robards si ammalò gravemente e il medico gli proibì di tornare sul set. Così Herzog si trovò a dover gettare via le scene già girate e a mettere in pausa la produzione per altre sei settimane, mentre cercava un sostituto. In questo periodo Mick Jagger sciolse il contratto, essendo troppo occupato nell'ambiente musicale, ed Herzog scelse di eliminare il suo personaggio piuttosto che affidarlo ad un altro attore. Klaus Kinski, che aveva già recitato in tre film di Herzog, accettò il ruolo di protagonista e nell'aprile del 1981 le riprese ricominciarono da capo.

### Le navi
Herzog aveva espresso fin dall'inizio la volontà di girare la scena della montagna non con un modellino ma con una vera nave, poiché voleva che il pubblico percepisse che era tutto vero, e a causa di questa sua insistenza perse la possibilità di far produrre il film alla 20th Century Fox. 
Herzog aveva a disposizione tre navi per le riprese: la prima, la Nariño, fu utilizzata solo per le riprese a Iquitos, quando la nave non è ancora restaurata; la seconda, la Huallaga (entrambe furono costruite all'inizio del novecento), fu invece rimessa in sesto e venne fatta navigare fino al luogo delle riprese in mezzo alla giungla, dove sarebbe poi stata issata sulla montagna. La nave pesava circa 300 tonnellate, mentre quella trasportata dal vero Fitzcarraldo pesava solo 30 tonnellate. Per ottimizzare i tempi fu fatta costruire anche una terza nave, identica alla seconda, per effettuare le riprese nelle rapide e il finale del film mentre l'altra veniva ancora issata sulla montagna.
Di fatto, un solo modellino di nave lungo 3,77 metri realizzato da Henning von Gierke fu usato per una breve scena con effetti speciali.

### La montagna
Per il traino della nave sulla montagna (situata 1500 miglia a sud di Iquitos) Herzog chiese l'aiuto dell'ingegnere brasiliano Laplace Martins, che progettò il sistema di argani che si vede nel film. L'ingegnere pensava comunque che fosse un sistema troppo pericoloso e che diverse persone potessero perdere la vita, anche perché Herzog si ostinava a utilizzare un pendio inclinato di 40 gradi, mentre il sistema di Martins era progettato per un'inclinazione di 20 gradi. Martins allora abbandonò il progetto e Herzog decise di tentare comunque con il suo sistema. Inizialmente la nave si mosse ma subito un tirante si ruppe e la nave scivolò di nuovo giù; questa scena è esattamente quella che si vede nel film.

### Le rapide
Mentre la Huallaga era bloccata ai piedi del pendio, Herzog utilizzò la terza nave per girare la scena delle rapide nelle “pongo das mortes” (le “rapide della morte”). Mentre si effettuavano le riprese nelle rapide l'imbarcazione urtò contro la parete rocciosa e all'operatore Thomas Mauch cadde la macchina da presa sulla mano, aprendogliela. Dovette essere medicato sul posto, senza anestetici; l'intervento andò fortunatamente a buon fine. Inoltre, dopo aver lasciato le rapide la nave si incagliò; entrambe le navi erano così bloccate che la produzione rimase ferma per diversi mesi.
Un indio, incaricato delle operazioni di disboscamento per le riprese, venne morso da un serpente velenoso. Si amputò il piede dove il serpente aveva colpito, con la motosega utilizzata sul set.
A questo punto alla domanda “Cosa farai dopo aver finito il film?” Herzog rispose: “Non dovrei più fare film, dovrei andare direttamente in manicomio. (...) Nessuno riuscirà a convincermi ad essere felice di tutto questo.”

### La conclusione
Con la stagione delle piogge la nave si disincagliò e venne usata per la scena finale. L'altra nave venne finalmente fatta salire sulla montagna grazie a nuovi mezzi e a un nuovo team di ingegneri di Lima. Le riprese si conclusero nel novembre del 1981, due anni dopo l'inizio della lavorazione del film.

## Distribuzione
Il film uscì in Germania il 4 marzo 1982.
In Italia è stato distribuito in DVD dalla Ripley's Home Video.

## Riconoscimenti
- 1982 - Festival di Cannes
  - Premio per la miglior regia
- 1982 - Festival internazionale del cinema di San Sebastián
  - Premio OCIC
- 1983 - Deutscher Filmpreis
  - Lola d'argento
- 1984 - Gilde deutscher Filmkunsttheater
  - Gilde-Filmpreis